# 창고생활자의 수기
창고생활자의 수기는 한국의 웹 시트콤, 웹 드라마이다.

## 개요
'리얼청년예술인시트콤'을 표방하고 있는 예술단체 아베스타 아트에서 제작하는 웹 시트콤이다.

## 설명
가난한 뮤지션 '김동화'가 지인의 창고에 얹혀살며 굴하지 않고 예술의 혼을 피워 갱생하는 내용으로, 젠트리피케이션, 청년빈곤 등의 사회문제와 정신과학, 영성, 미스테리 등 다양한 메시지와 컬트적인 스타일, 독특한 유머가 특징이다.